# Capitão paxá
O capitão paxá (em turco otomano: قپودان پاشا; em turco moderno: Kaptan Paşa), também conhecido como Kapudan-ı Derya (em turco otomano: قپودان دریا), "Capitão do Mar") era o grande almirante da marinha do Império Otomano. Tipicamente, ele estava baseado em Gálata e Galípoli durante o inverno e era responsável pelas navegações anuais nos meses de verão. O título de capitão paxá é atestado apenas a partir de 1567; designações anteriores para o comandante supremo da frota incluíam Derya Bey ("bei do mar") e Re'is Kapudan ("capitão principal").
O título deria bei como um posto oficial dentro da estrutura do estado otomano teve origem durante o reinado de Bajazeto I (r. 1389–1402). Após a queda de Constantinopla em 1453, Maomé II, o Conquistador elevou Baltaoğlu Solimão Bei ao status de sanjaco-bei por seus esforços contra os bizantinos no Chifre de Ouro. Baltaoğlu recebeu o sanjaco de Gelibolu (a principal base naval otomana) e os cazaa de Gálata (até a conquista uma colônia genovesa) e de İzmit (cuja remessa de impostos consistia em madeira para navios).
O sucesso de Barbaros Hayreddin Paşa (Barba-Ruiva), capitão paxá entre 1534 e 1546 fez com que o capitão paxá fosse elevado aos cargos de bei dos beis e vizir em 1535, com seus territórios sendo expandidos para o eialete do Arquipélago e Argel. Os sucessores de Hayreddin herdaram esses territórios, mas viram seu posto rebaixado a vizir de duas caudas de cavalo por vários séculos.
A residência oficial do capitão paxá ficava no Divankhane no Arsenal Imperial no Chifre de Ouro, mas ele frequentemente estava ausente, pois seu governo do eialete do Arquipélago implicava visitar suas várias províncias pessoalmente a cada ano. O posto era de grande poder e prestígio dentro da hierarquia otomana: Evliya Çelebi relata que ele tinha uma renda anual de 885 000 akçe de prata. Rendimentos adicionais, no montante de 300 000 kuruş nos séculos XVIII e XIX, provinham do arrendamento de várias ilhas do Egeu para arrendatários de impostos (iltizam).
O auge do posto de capitão paxá ocorreu no século XVI, quando uma sucessão de titulares capazes elevou o poder naval otomano ao seu máximo, garantindo por um tempo sua supremacia no Mediterrâneo. Embora, em teoria, o posto só pudesse ser preenchido por um almirante em exercício (Kapudan-i Hümayun), um chefe do Arsenal Imperial (Tersane Kethüdasi) ou, pelo menos, pelo sanjaco-bei de Rodes, a partir do início do século XVII a nomeação de favoritos da corte e/ou pessoas sem experiência militar ou naval marcou o início do declínio naval otomano.

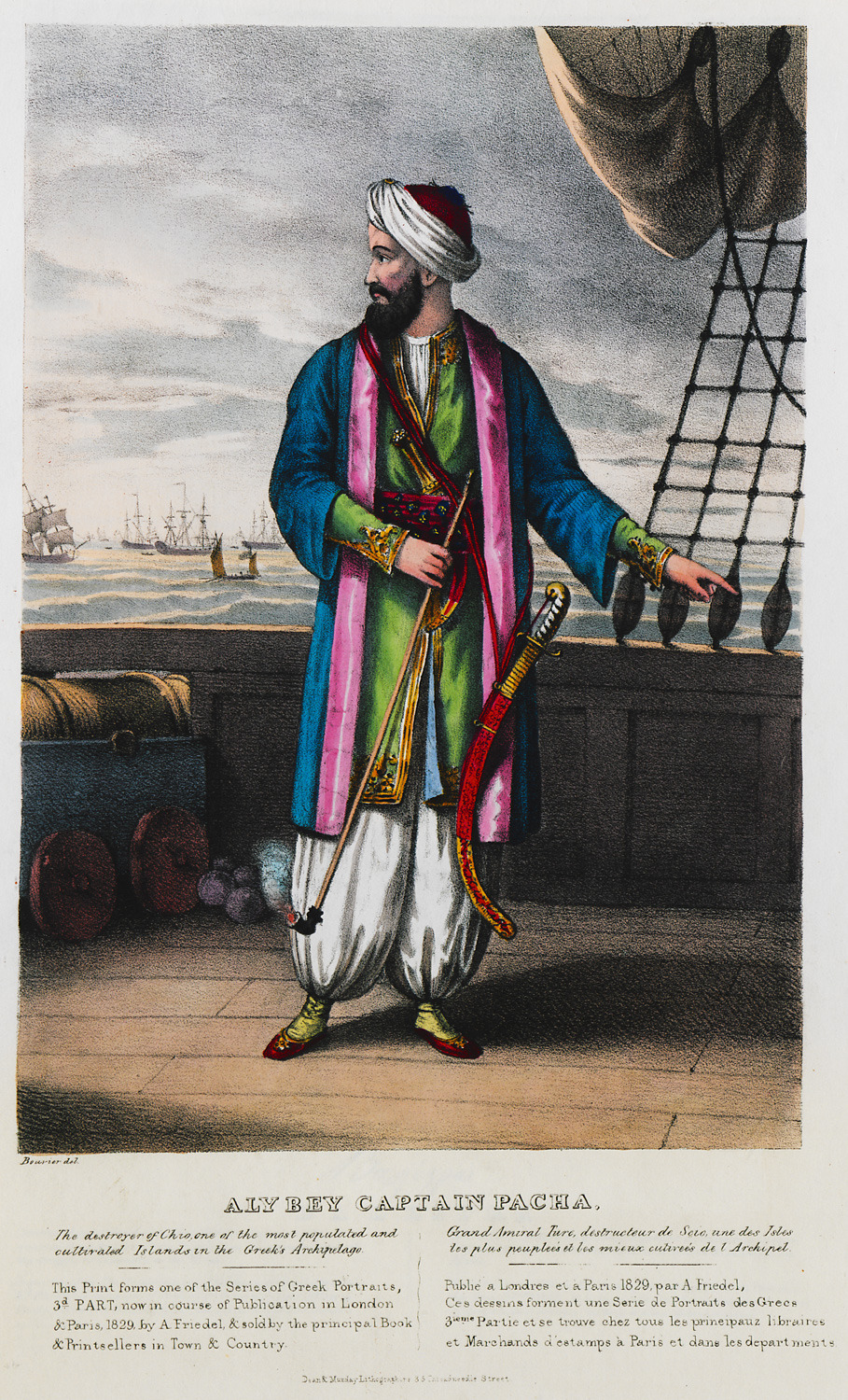
, capitão paxá durante os estágios iniciais da Guerra da Independência Grega, na década de 1820

Como parte das reformas do período Tanzimat de 1839-1876, o eialete do Arquipélago foi rebaixado de posto e concedido ao uale de Rodes em 1848. Os capitães paxás mantiveram seu posto, mas passaram a ser exclusivamente militares.
Um total de 161 capitães serviram até 13 de março de 1867, quando o posto de Derya Kaptan foi abolido e substituído por ministros (Bahriye Nazırı) do Ministério da Marinha Otomana. Após 1877, estes foram substituídos pelos Comandantes da Frota.